# Сі Кефа
Сі Кефа (*шанська သိူဝ်ၶၢၼ်ႇၾႃႉ, кит.: 思可法, бірм. သိုချည်ဘွာာ; д/н — 1371) — 1-й володар держави Муанг Мао у 1340—1371 роках.

## Життэпис
Походив з шанського роду вождів. Молодший син Тхо Кхін Бва, собви (князя) Мао (Мо). При народженні звався шанським ім'я Тсо Ханпа. Бірманці називали його Точібва. Проте став більше відомий за китайським аналогом свого імені — Сі Кефа.
Замолоду брав участь у неодноразових набігах на сусідні шанські вождіства та князівства. 1340 року після смерті старшого брата Тоханбва успадкував владу. Розпочав політику зміцнення держави та розширення володінь, перетворивши невеличке князівство на потужну державу, якуе отримало назву Муанг Мао (Велике Мао). Відмовився підкоритися імперії Юань, почавши напади на її васалів.
У 1348 році юаньський імператор Тоґон-Темур відправив військо на чолі з Дашібаду. Проте останній не зміг повністю здолати Муанг Мао. Разом з тим 1349 року намагаючись виграти час та відновити господарство і військо, Сі Кефа відправив свого сина Мансана до двору Юань, щоб засвідчити визнання зверхності імператора.

Володіння Сі Кефа

Сі Кефа продовжив розширення володінь, досягши кордонів колишньої держави Далі на півночі, Сіпсонг Панна (населеного таями) на півдні, царства Сікайну на південному заході. До 1355 року скинув номінальну залежності від Юань, яка на той час поринула у численні повстання.
1356 року розпочав війну проти Мінб'яук Тхіхапате, царя Сікайна, розграбувавши його північні володіння. Бойові дії тривали до 1357 року. 1358 року знову виступив проти Сікайна, володар якого на той час утворив союз з Чавсвою II, царем Піньї. Сі Кефа захопив північ Сікайн, а Піньї завдав тяжкої поразки, розграбувавши значну частину цього царства. 1362 року втретє почав наступ, пограбувавши вкотре Сікайн та Пінью. 1363 року змусив Наратху, нового царя піньї, укласти союз проти Сікайна. 1364 року вчетверте напав на Сікайн, у квітні захопивши ворожу столицю. За цим виступив проти Наратху, невдаволений виконанням тим союзницьких умов. Швидко завдав поразки війську піньї, полонивши її правителя, якого було відправлено до столиці Муанг Мао.
Протягом 1365—1366 років боровся з Тадомінб'єю, царем Ави, але не зміг його здолати. Натомість відновив напади на володіння Юань, яка фактично все менше контролювала південні свої провінції. Потім проджовжив напади на володіння нового аваського царя Свасоке, грабуючи тамтешні землі.
Помер Сі Кефа 1371 року. Йому спадкував Сопемпа.